# José Serra Gil
Ne pas confondre avec José Serra, homme politique brésilien.
Pour les articles homonymes, voir Serra.
José Serra Gil, né le 23 décembre 1923 à Amposta et mort le 12 juin 2002, est un coureur cycliste espagnol, professionnel de 1947 à 1958.
Il a notamment été champion d'Espagne sur route et a gagné deux étapes du Tour d'Espagne.

## Palmarès
- 1947
  - Championnat de Barcelone
- 1948
  - 2e du Tour de Tarragone
- 1949
  - GP Pascuas
  -  Champion d'Espagne sur route
  - 2e du championnat d'Espagne de course de côte
  - 2e de la Subida a Arrate
- 1950
  - 10e et 19eb étapes du Tour d'Espagne
  - Prologue du Tour du Portugal
  - 2e du Tour de Catalogne
  - 3e du Tour d'Espagne
- 1952
  - 2e du Tour de Castille
  - 3e du championnat d'Espagne de course de côte
  - 3e du Tour de Catalogne
- 1953
  - 4e étape secteur b du Tour de Catalogne (contre-la-montre)
  - 3e du Tour de Catalogne
  - 7e du Critérium du Dauphiné libéré
- 1954
  - 2e étape secteur b du Tour de Pontevedra
  - Bicyclette basque
- 1955
  - 3e du championnat d'Espagne sur route
  - 7e du Tour d’Espagne
- 1956
  - 9e du Tour d'Espagne

## Résultats sur les grands tours

### Tour de France
5 participations
- 1949 : abandon (6ea étape)
- 1951 : abandon (22e étape)
- 1952 : 23e
- 1953 : 14e
- 1956 : 81e

### Tour d'Espagne
5 participations
- 1948 : 15e
- 1950 : 3e, vainqueur des 10e et 19eb étapes
- 1955 : 7e
- 1956 : 9e
- 1957 : 38e

### Tour d'Italie
- 1955 : 60e
- 1956 : 26e
- 1957 : 68e